# David Glimborg
David Glimborg, född 23 augusti 1889 i Vårdsbergs församling, Östergötlands län, död 30 april 1968 i Norrköpings Sankt Olai församling, Östergötlands län, var en svensk präst.

## Biografi
David Glimborg föddes 1889 i Vårdsbergs socken. Han var son till kyrkoherden Viktor Glimborg i Vårdsbergs församling och Elin Sjöwall. Glimborg avlade 1912 teologie kandidatexamen vid Uppsala universitet och var från 1913 till 1916 domkyrkoadjunkt i Linköpings församling. Han var från 1916 till 1920 komminister i Bellö församling och från 1920 till 1922 kyrkoadjunkt i Östra Eneby församling. Glimborg var från 1922 till 1929 kyrkoherde i Skeda församling och från 1929 till 1956 kyrkoherde i Norrköpings S:t Johannes församling. Han var från 1954 till 1956 kontraktsprost i Norrköpings kontrakt. Glimborg avled 1968 i Norrköping.
Glimborg var ledamot av Vasaorden.

### Familj
Glimborg gifte sig 1919 med folkskolläraren Svea Hjalmarsson (född 1890), dotter till nämndemannen Hjalmar Larsson och Hulda Andersson.